# Orapa (sous-district du Botswana)
Orapa est un sous-district du Botswana.
Il compte 9 151 habitants en 2001 et sa population atteint 9 531 habitants au recensement de 2011,.